# Yaqub
Yaqub, zoon van Ishaq, zoon van Ibrahim, (Arabisch: يَعْقُوب إِبْنُ إِسْحَٰق إِبْنُ إِبرَٰهِم, Yāˈqub ibn Isḥāq ibn Ibrāhīm) is een profeet in de islam. Yaqub is de zoon van Ishaq (Isaak) en is in het jodendom en christendom bekend als de aartsvader Jakob. Yaqub is de vader van Yusuf (Jozef) en Benjamin
In de Koran staat Yaqub bekend als een rechtvaardig profeet, maar er worden niet veel details over het leven van Yaqubs gegeven. Yaqub is ook bekend als Isra'il (Israël). Ook had Yaqub volgens de Koran 12 zonen, de uiteindelijke stamvaders van de 12 stammen van de Bani Isra'iel (Israëlieten).